# De steile helling
De steile helling is een roman van de Nederlandse schrijver Maarten 't Hart. Het boek kwam in 1988 uit bij de uitgeverij De Arbeiderspers.
Een vrouw die geboren wordt in een arbeiderswijk in Maassluis wil graag hogerop. Hoewel ze verschillende pogingen doet, moet ze uiteindelijk inzien dat ze de steile helling niet heeft kunnen nemen.

## Verhaal
Clazien Onderwater, ook wel Ien genoemd, wordt geboren in de Sandelijnstraat in Maassluis. De straat staat bekend als een achterbuurt en de meeste inwoners zijn arm. Ien heeft een goed stel hersens en kan volgens haar hoofdonderwijzer gemakkelijk naar het Lyceum. Haar haar vader ziet echter weinig in doorleren. Hij laat zich met grote tegenzin wel overhalen om Ien naar de ULO te sturen, maar daar blijft het bij. Zijn dochter moet echter al snel afhaken. Het lukt haar niet om haar huiswerk te doen in het te kleine huisje en met alle drukte om haar heen raakt ze overspannen. Haar vader is hier niet rouwig om en haalt zijn dochter van school om haar te laten werken in een kruidenierswinkel. In de winkel werkt ook Piet Hummelsdijk en Ien en Piet krijgen verkering. Later helpt Ien haar aanstaande tevergeefs met zijn middenstandsdiploma maar haalt en passant het diploma zelf. Ze trouwen en nemen een kruidenierswinkel over in de Nieuwstraat. Het huwelijk blijft kinderloos en Ien gaat zogenaamd een gynaecoloog in Vlaardingen bezoeken. Dit geeft haar de gelegenheid om buiten het benauwende kringetje van Maassluis te komen. Op haar reisjes draagt ze make-up en kan ze zich een mondaine vrouw wanen. Tijdens een van haar reizen ziet ze ook haar overbuurman, de onderwijzer Jan. Jan is weliswaar haar buurman maar is van bovenaan de dijk, in tegenstelling tot Ien die van beneden komt. Tussen de ‘bovendijkers’ en ‘onderdijkers’ bestaat een groot standsverschil. Als ze terug is in Maassluis ziet ze Jan in de keuken staan. Maandenlang staart Ien naar haar overbuurman. Als ze Jan een keer in Maassluis ziet lopen, sluit ze zich bij hem aan. Tijdens de wandeling slaat de vonk over en na nog een paar gezamenlijke wandelingen trekt ze bij Jan in. Als Ien zwanger raakt en bevalt van een zoon wil Piet het kind laten dopen. Ien laat zich overhalen, maar blijft bij Jan. Een nieuwe dominee zorgt ervoor dat Ien er een beetje bovenop komt door haar vriendschap met de vrouw van de dominee, Maud. De twee vrouwen maken plannen voor een kledingwinkel en gaan zelfs naar Parijs om kleding te kopen. Als ze terug zijn, hoort Ien van de dominee dat zijn vrouw en Jan regelmatig samen tennissen en dansen. Niet lang daarna gaan de twee samenwonen. Ien is verbijsterd dat Jan haar nooit iets heeft verteld van zijn vriendschap met Maud. Ze realiseert zich dat ze nooit een ‘bovendijker’ zal worden. Aan het eind van het verhaal keert ze weer terug bij haar echtgenoot Piet om haar tol te halen, waar ze als kind altijd mee speelde.

## Opbouw
Het boek is opgebouwd uit vier delen:
1. Topografische proloog
2. Het paradijs
3. De tol
4. Topografische epiloog

In de “Topografische proloog” bezingt ’t Hart zijn liefde voor zijn geboorteplaats Maassluis in de jaren vijftig. Dit wordt voortgezet in “Het paradijs” waar hij zijn jeugdjaren in deze plaats beschrijft. In deze delen maakt de lezer kennis met typische zaken die alleen in Maassluis bekend zijn. Zo leren we dat welgestelden boven aan de dijk woonden en de armere bevolking in de straten onder aan de dijk. Wijken die bij de gemeente op de nominatie staan om te verdwijnen en jarenlang worden ontsierd door een bordje: "onbewoonbaar verklaard". De jaren vijftig worden nostalgisch beschreven, wasmachines werden gehuurd, er waren nog gaslantaarns, krantenabonnementen worden gedeeld. Na deze introductie volgt “De tol” waarin het verhaal van Ien wordt verteld. De schrijver sluit af met de “Topografische epiloog” waarin een klaagzang volgt over het saneren van Maassluis eind jaren tachtig. Hier wordt ook gelijk de titel verklaard: “Het lijkt alsof het verleden pijlsnel wegvlucht, een vlucht die men wanhopig probeert te vertragen door over dat verleden te schrijven, niet om het verstrijken der jaren te bewenen, niet om te treuren over verloren paradijzen, niet om bestuurders die saneerden aan te klagen, maar uitsluitend om op de steile helling van de tijd staande te blijven”.

## Achtergrond
Het verhaal van Ien staat in het deel “De tol”. Ien was als kind een kei in tollen, ook weer zo’n volksvermaak dat in de loop der jaren verdwenen is. De echte tol is echter de hoge tol die een kind uit een achterstandswijk moet betalen om te worden geaccepteerd in een betere buurt. Maarten ’t Hart kwam zelf uit dezelfde buurt in Maassluis als Ien en was op de lagere school ook al hoogbegaafd. Dankzij de bemiddeling van zijn hoofdonderwijzer kwam ’t Hart uiteindelijk op het Lyceum. Hij kan dus uit eigen ervaring schrijven dat de helling naar een beter bestaan, een gegoed milieu, erg steil kan zijn. Toch kijkt ’t Hart niet om in wrok. Zijn jeugdherinneringen die uitgebreid aan bod komen laten zien dat je niet met een gouden lepel in je mond hoeft te zijn geboren om een fijne jeugd te hebben.